# Nokia N80
Le Nokia N80 est un smartphone de Nokia. Il fut commercialisé en avril 2006. Il est compatible 3G. Ses caractéristiques principales sont qu'il dispose d'un APN de 3.1 Mp avec flash, seconde caméra pour la visiophonie, le Wi-Fi, l'UPnP, la radio FM, le Bluetooth 1.2.
Il utilise Symbian OS 9.1.
C'est le premier téléphone portable compatible avec la norme UPnP.
Il existe une autre version, la N80 Internet Edition depuis 2007. Les modifications sont uniquement logicielles.

## Caractéristiques
- Système d'exploitation Symbian OS 9.1
- Processeur ARM-926 à 220 MHz
- GSM/EDGE/3G
- 95 × 50 × 26 mm pour 134 grammes
- Écran de définition 416 × 352 pixels
- Batterie de 820 mAh
- Mémoire : 40 Mo
- Appareil photo numérique de 3,1 mégapixels
- Flash
- Appareil photo numérique secondaire pour la visiophonie
- Wi-Fi b,g
- Bluetooth 1.2
- Vibreur
- Radio FM 8
- DAS : 0,68 W/kg.